# Михаел Шар
Михаел Шар е швейцарски колоездач. Роден в Берн, Швейцария на 17 Август 1987.

## История
Шар е става професионалист през 2008 г., но получава контузия, траеща цяла година. През 2009 г. е привлечен в отбора на Астана, като постига първите си 2 победи, като си спечелва прякора Часовникаря и вниманието на Фабиан Канчелара.
През 2010 година Шар е състезател на BMC като участва в Обиколката на Италия. Там успява да издържи до 16 етап, в който не успява да влезе в контролното време. По-късно през годината идва време за националния шампионат на Швейцария. В „часовника“ шампион става Фабиан Канчелара, а Шар остава втори, но в общия старт Михаел Шар атакува от 1-вия километър и 50 км преди финала има преднина от 17 минути. В края на краищата Шар печели първата си голяма победа.
В подготовка преди Вуелтата отборът на BMC участва в „Проток де Бенелукс“. Печелийки 3 място в 1-вия етап и повеждайки за бялата фланелка, Шар отново се доказва като силен часовникар.

## Кариерни успехи
2009; Астана
1-ви, 1 етап Vuelta ciclista a Catalunya
1-ви, 10 етап Supervolta a Portugal
2010; BMC
1-ви, 2 етап Tour de la Sarthe
1-ви, 1 етап Tour of Luxembourg
1-ви, 1 етап Star Elektratoer
1-ви, Национален шампион  в общ старт
2-ри, 1 етап Protoux de Benelux
1-ви, 1 етап Tour of Britain